# Lothar Buchmann
Lothar Buchmann (ur. 15 sierpnia 1936 w Breslau, zm. 21 listopada 2023 w Reichelsheim) – niemiecki piłkarz, a także trener.

## Kariera piłkarska
W trakcie kariery Buchmann grał w zespołach 1. FSV Mainz 05, Eintracht Bad Kreuznach, Wormatia Worms oraz VfR Bürstadt.

## Kariera trenerska
Buchmann karierę rozpoczął w zespole VfR Bürstadt. W 1976 roku został trenerem SV Darmstadt 98 z 2. Bundesligi Süd. W 1978 roku awansował z nim do Bundesligi. Zadebiutował w niej 12 sierpnia 1978 roku w zremisowanym 0:0 meczu z Herthą BSC. W Darmstadt pracował do kwietnia 1979 roku.
Przez cały sezon 1979/1980 Buchmann prowadził inny pierwszoligowy zespół, VfB Stuttgart. Dwa następne sezony spędził w Eintrachcie Frankfurt, także grającym w Bundeslidze. W 1981 roku zdobył z nim Puchar RFN, a także zajął 5. miejsce w Bundeslidze.
Potem Buchmann został szkoleniowcem drugoligowego Kickers Offenbach. W 1983 roku awansował z nim do Bundesligi. W marcu 1984 roku odszedł z tego klubu. Następnie trafił do drugoligowego VfR Bürstadt, który prowadził do marca 1985 roku, kiedy to przeszedł do pierwszoligowego Karlsruher SC. W tym samym roku spadł z nim do 2. Bundesligi. W kwietniu 1986 roku odszedł z klubu.
Następnie Buchmann trenował drugoligowe drużyny Viktoria Aschaffenburg oraz Rot-Weiss Essen, austriacki LASK Linz, SG Egelsbach, Kickers Offenbach, Eintracht Bad Kreuznach oraz SV Darmstadt 98, który był ostatnim klubem w jego karierze.